# Árabe levantino setentrional
O árabe levantino setentrional (em árabe: اللهجة الشامية الشمالية), é uma subdivisão do árabe levantino, um dos cinco principais ramos da língua árabe.
É falado desde norte da Turquia, especificamente nas regiões costeiras das províncias de Adana, Hatay e Mersin, ao Líbano, passando por áreas costeiras mediterrâneas da Síria (Lataquia e Tartus), bem como as áreas circundantes a Alepo e Damasco. Em 2015, o árabe levantino setentrional tinha mais de 24 milhões de falantes nativos em todo o mundo.
Possui o código de idioma ISO 639-3 "apc" e tem como principais contínuos dialetais o árabe sírio e o árabe libanês. Por essa razão, também é conhecido como árabe sírio-libanês, embora esse termo às vezes seja usado para significar todo o conjunto do árabe levantino.
Essa variante é usada na fala cotidiana principalmente no Líbano e na Síria, enquanto a maioria dos documentos e mídias escritos e oficiais usa o árabe moderno padrão. Seu continuum dialetal foi descrito como um dos dois "centros de gravidade de dialetos dominantes (mais prestigiados) do árabe falado".